# Percival Davson
Percival May Davson (Demerara, 30 settembre 1877 – 5 dicembre 1959) è stato uno schermidore e tennista britannico, vincitore di una medaglia d'argento nella scherma ai giochi olimpici.

## Carriera

### Tennis
A livello tennistico i suoi risultati sono principalmente legati al Torneo di Wimbledon, la sua prima partecipazione è avvenuta nel 1907 e fino al 1926 è sempre stato presente nel tabellone del singolare maschile raggiungendo due volte i quarti di finale. Sempre ai Championships ha partecipato anche nel doppio maschile dove vanta una semifinale raggiunta nel 1920 e nel doppio misto dove ha come miglior risultato i quarti di finali nel 1921.
Ha fatto parte della squadra britannica di Coppa Davis nel 1919 ed è stato fondamentale conquistando il punto decisivo nella sfida con la Francia e permettendo alla sua nazione di accedere al Challenge Round.